# Marinehubschraubergeschwader 18
Das Marinehubschraubergeschwader 18 Kurt Barthel (MHG-18) war ein fliegender Verband der Volksmarine der NVA und in Parow bei Stralsund stationiert. Seit dem 26. Februar 1981 war es nach Kurt Barthel benannt.

## Geschichte
Im September 1959 wurde auf dem Flugplatz Brandenburg-Briest innerhalb des Hubschraubergeschwaders 31 eine aus zwei Mi-4A bestehende Seekette gebildet. Der vorgesehene Stützpunkt Parow war bereits ab 1935 als Land- und Seefliegerhorst der Luftwaffe errichtet worden. Nach Ende des Zweiten Weltkrieges wurden die vorhandenen Anlagen gesprengt und das Gelände fliegerisch nicht mehr genutzt. Im Hinblick auf die künftige Verwendung begannen im Frühjahr 1959 erste Arbeiten zur Wiederherrichtung des Standorts. Die erste Mi-4 landete am 30. September 1959 in Parow, jedoch war eine dauerhafte Stationierung der beiden Hubschrauber erst nach der Fertigstellung der Mannschaftsunterkünfte ab 8. April 1960 möglich. Anschließend erfolgten weitere Ausbauten, um mehr Aufnahmekapazität für weiteres Fluggerät zu  schaffen. Am 15. September 1962 wurde die Seekette aus dem Bestand der Luftstreitkräfte ausgegliedert und der Volksmarine als selbstständige Einheit operativ unterstellt. Mit der Überführung zweier weiterer Mi-4 am 1. Mai 1963 wurde die Seekette zur Hubschrauberstaffel (HSVM) erweitert und offiziell von der Volksmarine übernommen. Die Mi-4A waren zum Einsatz über See mit abwerfbaren Schlauchbooten, Netzbojen und zusätzlicher Funkausrüstung ausgestattet. Ab 1964 wurde der Einsatz der 12,7-mm-Bordkanone gegen Seeziele geübt. Im März und September 1965 erhielt die HSVM je zwei Mi-4 der U-Jagdversion MÄ. Sie waren mit einem am Heck befindlichen Magnetortungsgerät (MOG), dem Rundumsichtfunkmessgerät RBP-4G unter dem Bug, zwölf aktiven und passiven hydroakustischen Funkbojen (HAFB) und einem Bug-Suchscheinwerfer bestückt und in der Lage, Wasserbomben bis 1000 kg mitzuführen. Ab Dezember 1965 hielt die Staffel für das Gefechtssystem der Volksmarine einen Hubschrauber in ständiger Bereitschaft.

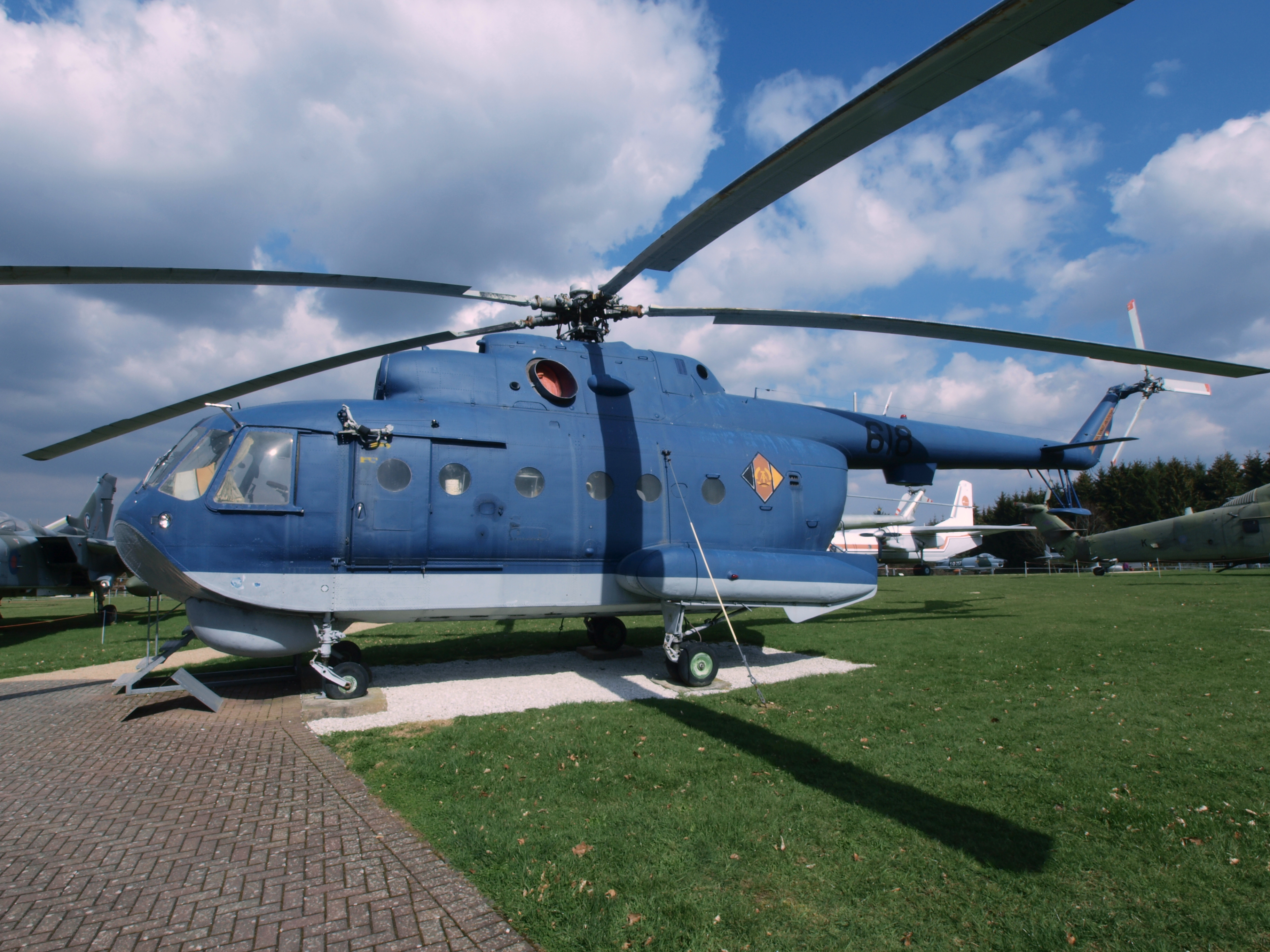
Die Mi-14PL (takt.Nr. 618, W.Nr. B4002) stand von 1979 bis 1990 beim MHG-18 im Einsatz

Von 1970 bis 1972 erfolgte ein weiterer Ausbau des Standortes. In diese Zeit fällt auch die Umbenennung in U-Jagd-Hubschrauberstaffel 18 (UJHS-18) am 1. Dezember 1971.
Im August 1974 erhielt die UJHS-18 die ersten Exemplare des Mi-8T; das dazugehörige Personal hatte zuvor vom April bis Juli in der Sowjetunion einen Umschulungslehrgang absolviert. Die so vergrößerte Einheit erhielt am 1. Dezember 1976 die Bezeichnung Hubschraubergeschwader 18 (HG-18). Ab Februar 1977 folgte die Ausrüstung mit Kampfhubschraubern Mi-8TB, gleichzeitig wurden bis April alle Mi-4 ausgemustert. Im Katastrophenwinter von 1978/79 flog das Geschwader Hilfs- und Rettungseinsätze für die Zivilbevölkerung, so etwa zur Versorgung der abgeschnittenen Insel Hiddensee mit Lebensmitteln.
Mit der Aussonderung der Mi-4MÄ war das Geschwader fast drei Jahre nicht mehr in der Lage, UAW-Einsätze durchzuführen. Dies änderte sich erst mit der Einführung des Amphibienhubschraubers Mi-14PL ab Oktober/November 1979 und der vorausgegangenen, ab April durchgeführten Umschulung von Geschwaderangehörigen in der Sowjetunion. Der Mi-14PL war mit einem Magnetanomaliedetektor, Tauchsonar und hydroakustischen Sensoren und Funkbojen ausgerüstet, außerdem war er in der Lage, bis zu 2000 kg Wasserbomben mitzuführen. Eine erste Wasserlandung eines Mi-14PL der NVA wurde am 22. September 1984 in der Prohner Wiek durchgeführt. Das HG-18 beschaffte insgesamt neun Mi-14PL, von denen allerdings einer (taktische Nummer 638) am 30. Juli 1984 in den Strelasund stürzte, wobei ein Besatzungsmitglied ums Leben kam. Ein weiteres Unglück ereignete sich am 10. Januar 1980, als zwei Mi-8TB (taktische Nummern 820 und 824) bei Prohn in der Luft zusammenstießen und beide Besatzungen, insgesamt sechs Mann, beim Absturz getötet wurden.
Am 20. April 1981 wurde das HG-18 in das Diensthabende System der Luftverteidigung eingebunden; zu diesem Zweck befand sich ein Mi-8TB in Parow in ständiger Alarmbereitschaft. Am 1. Dezember 1981 erfolgte eine letzte, nunmehr endgültige Umbenennung in Marinehubschraubergeschwader 18 (MHG-18). Im Dezember 1985 erhielt das Geschwader drei Minenräumhubschrauber Mi-14BT, die mit drei weiteren im Folgemonat übernommenen die 3. Staffel des MHG-18 bildeten. Ab Dezember 1986 übte diese Staffel das Zusammenwirken mit Minenabwehrschiffen (MAW) der Volksmarine. Da sich der Anstrich der ab Werk dunkelblau ausgelieferten Mi-14 über See als Tarnung als sehr effektiv erwies, wurden die Mi-8 bei ihren periodisch durchgeführten Grundüberholungen im ungarischen Szigethalom ebenfalls mit diesem Farbton versehen.

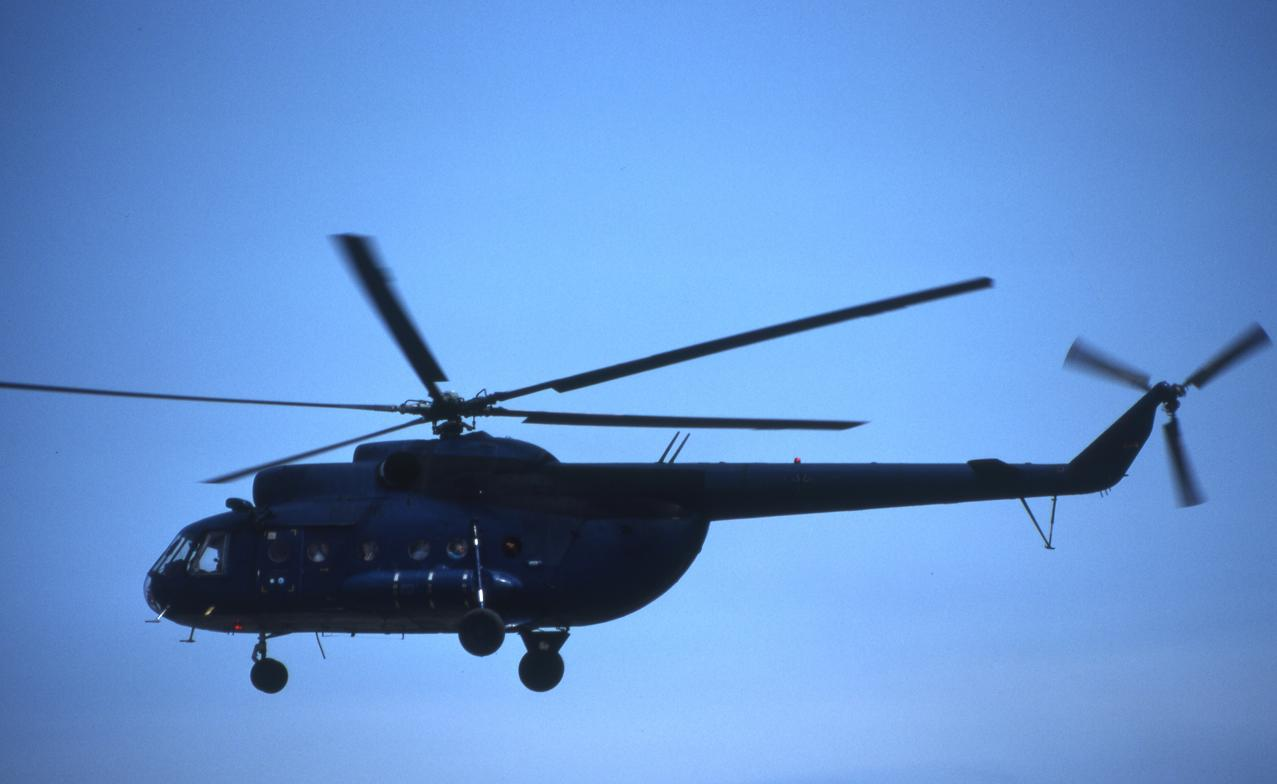
Entmilitarisierter Mi-8TB des MHG-18 nach Übernahme durch die Bundeswehr in der späten, dunkelblauen Tarnung

Nach der politischen Wende wurden sämtliche Mi-14BT zu SAR-Hubschraubern umgerüstet und vom 1. April 1990 bis zur Wiedervereinigung auf den Standorten Warnemünde (SAR 80), Parow (SAR 81) und Peenemünde (SAR 82) in Bereitschaft gehalten. Bis zur Auflösung der NVA hatten die Mi-14 des MHG-18 14.782 Flugstunden absolviert, die Mi-8 des Geschwaders erflogen von 1975 bis 1990 insgesamt 32601 Stunden. Die zwei noch vorhandenen Mi-8T wurden noch eine Zeitlang als Rettungshubschrauber eingesetzt. Der letzte Flugdienst wurde am 27. September 1990 mit zwei großen Verbandsflügen in Geschwaderstärke, bei dem zur Verabschiedung u. a. das Kommando der Volksmarine in Rostock-Gehlsdorf und der Heimatstandort des MFG-28 in Laage überflogen wurden, durchgeführt.

## Verwendung innerhalb der Bundeswehr
Das MHG-18 ging am 3. Oktober 1990 in den Bestand der Bundeswehr über. Bis zum 31. März folgenden Jahres behielt es noch den Geschwaderstatus. Ab 1. April 1991 begann die Reduzierung auf Gruppenstärke. Sämtliche Mi-14 und die beiden Mi-8T wurden anschließend ausgemustert. Die Mi-8TB-Kampfhubschrauber wurden entmilitarisiert und, zur Transportvariante Mi-8B umgerüstet, noch bis 1994 bei der Bundeswehr als Marinehubschraubergruppe Parow betrieben. Die Gruppe führte am 29. September 1994 ihren letzten Flug durch und wurde am 30. April 1995 aufgelöst. Die Flugstundenzahl der Mi-8 betrug bis dahin 7277, die Mi-14 hatten noch 1991 1264 Stunden absolviert.

## Kommandeure

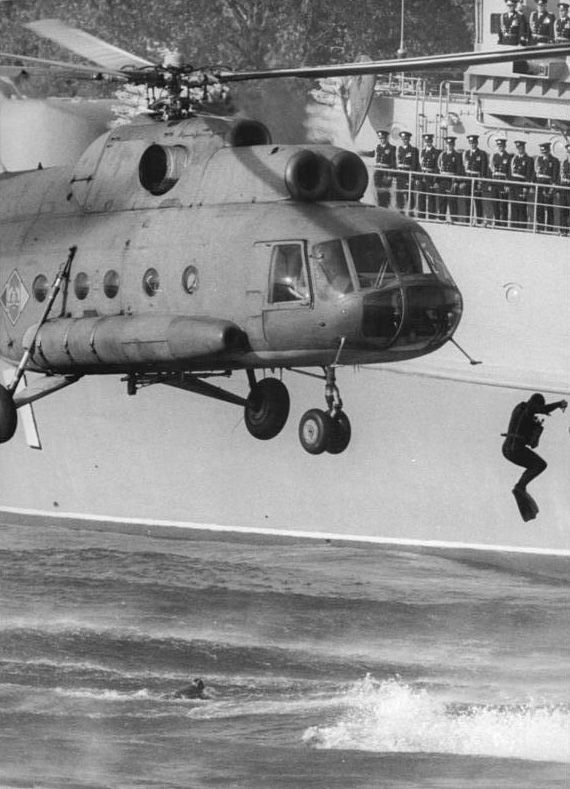
Mi-8T des MHG-18 beim Absetzen von Kampfschwimmern des KSK-18 (1979)

| Dienstgrad       | Name             | Dienstzeit | Bemerkung                              |
| ---------------- | ---------------- | ---------- | -------------------------------------- |
| Kapitänleutnant  | Dieter Bortfeldt | 1960–1964  |                                        |
| Kapitänleutnant  | Lothar Braunroth | 1964–1970  |                                        |
| Korvettenkapitän | Hans Vogel       | 1970–1974  |                                        |
| Fregattenkapitän | Siegfried Finke  | 1974–1976  |                                        |
| Kapitän zur See  | Günter Leithold  | 1976–1989  | 1979 Verdienter Militärflieger der DDR |
| Fregattenkapitän | Gerd Wilhelm     | 1989–1990  |                                        |

## Hubschrauberbestand am 30. September 1990
| Anzahl | Typ         |
| ------ | ----------- |
| 2      | Mil Mi-8T   |
| 10     | Mil Mi-8TB  |
| 1      | Mil Mi-8S   |
| 8      | Mil Mi-14PL |
| 6      | Mil Mi-14BT |